# René Zeyer
René Zeyer (* 3. Oktober 1955 in Berlin) ist ein deutsch-schweizerischer Journalist und Autor.

## Leben
Zeyer ist der Sohn eines deutschen Arztes, der sich nach dem Zweiten Weltkrieg als Kommunist in der DDR niederliess. Zeyer studierte an der Universität Zürich Geschichte und Germanistik. Er wurde 1985 bei Peter von Matt mit einer Arbeit zu den Denkformen Lion Feuchtwangers promoviert. Seine berufliche Laufbahn begann er als Reporter und Redaktor, unter anderem bei TransAtlantik und der Zeitschrift Wiener. Danach war er Text- und Produktionschef bei der Schweizer Illustrierten, anschliessend Ausland-Korrespondent für die Neue Zürcher Zeitung mit Wohnsitz in der kubanischen Hauptstadt Havanna. 2000 kehrte er in die Schweiz zurück und war zunächst als Korrespondent für den Stern, danach als Autor und Produzent der SonntagsZeitung, als Autor der Basler Zeitung sowie als Senior Consultant und Vize-CEO bei einer Kommunikationsagentur, Berater für Banken und Finanzdienstleister tätig. Seit 2008 engagiert er sich als Sprecher von Geschädigten des Konkurses der US-amerikanischen Investmentbank Lehman Brothers in der Schweiz.
Zeyer schrieb früher regelmässig auf der Online-Plattform Journal21 und ist Inhaber der Zeyer Kommunikation. Seit 2014 ist Zeyer Gastautor bei der Achse des Guten.
Im Juli 2020 lancierte er mit Beni Frenkel und Lorenz Steinmann das medienkritische Online-Portal Zackbum.ch. Die Medien-Show. Inzwischen ist Zeyer wieder allein für das Portal verantwortlich.
Zeyer lebt in Zürich. Er ist deutsch-schweizerischer Doppelbürger.

## Werke
- Lion Feuchtwangers historischer Roman: eine Untersuchung der Denkformen eines Romanciers. Zürich 1985 (Dissertation).
- Schnee über Havanna: Roman. Ammann, Zürich 1997, ISBN 3-250-10345-4.
- Bank, Banker, Bankrott: Storys aus der Welt der Abzocker. Orell Füssli, Zürich 2009, ISBN 978-3-280-05341-6.
- Zaster und Desaster: Neue Storys aus der Welt der Abzocker. Orell Füssli, Zürich 2010, ISBN 978-3-280-05384-3.
- Cash oder Crash. Abzocker durchschauen – eine Gebrauchsanweisung. Orell Füssli, Zürich 2011, ISBN 978-3-280-05440-6.
- Armut ist Diebstahl: Warum die Armen uns ruinieren. Campus, Frankfurt am Main 2013, ISBN 978-3-593-50032-4.
- Valentin Landmann: Die verschwiegene Geiselnahme. Der Steuerkrieg der USA gegen die Schweiz (mit Beiträgen von René Zeyer, Vorwort von Daniel Jositsch). Offizin, Zürich 2013, ISBN 978-3-907496-86-2.